# 辽东薹草
辽东薹草（学名：Carex glabrescens）为莎草科薹草属的植物。分布在日本、朝鲜以及中国大陆的辽宁省等地，生长于海拔700米的地区，多生长于山坡林缘湿地，目前尚未由人工引种栽培。